# Палач, или Аббатство виноградарей
«Палач, или Аббатство виноградарей» (англ. The Headsman: The Abbaye des Vignerons) — историко-приключенческий роман американского писателя Джеймса Фенимора Купера, опубликованный в 1833 году, одно из произведений, написанных в Европе и связанных с европейской историей.

## Сюжет
Действие романа происходит в XVIII веке в Швейцарии. Главные герои — наёмник-простолюдин Сигизмунд и дочь барона Аделаида, которые любят друг друга. Сигизмунд открывает Аделаиде свою тайну: на самом деле он сын бернского палача, обязанный со временем унаследовать отцовскую профессию. Аделаида, тем не менее, согласна связать с ним свою судьбу. В финале выясняется, что настоящий отец Сигизмунда — генуэзский дож.

## Создание и оценки
Купер написал «Палача» во время своего многолетнего пребывания в Европе. Из-за постоянных нападок на него в европейской и американской печати, а также из-за равнодушия американских критиков к предыдущим книгам писатель решил, что «Палач» станет его последним романом. «Нет смысла обсуждать наше дальнейшее сотрудничество», — написал он в мае 1833 года своим издателям. «Палач» увидел свет в октябре 1833 года, когда Купер ещё находился в Европе, и не вызвал заметного интереса у широкой публики и потенциальных рецензентов. Тем не менее вскоре писатель начал работу над следующим романом — «Моникины».
В XX веке отдельные литературоведы признавали своеобразие проблематики, которую разрабатывает Купер в «Палаче», но отмечали не слишком удачное исполнение. По словам одного из них, писатель, «поставив проблему столь хорошо, непростительно губит свой рассказ способом его разрешения»: показанные в книге противоречия снимаются благодаря удивительным стечениям обстоятельств. Есть мнение о структурном и тематическом сходстве «Палача» с отдельными произведениями Оноре де Бальзака.